# Podmiotowość
Podmiotowość – poczucie bycia kimś, posiadanie tożsamości odróżniającej jednostkę od innych. W jej ramach człowiek wierzy, że własna aktywność w znacznym stopniu zależy od niego samego. Aby stać się podmiotem trzeba dokonać świadomych założeń dotyczących samego siebie i wybrać własną drogę rozwoju. Poczucie podmiotowości rozszerza możliwości edukacyjne człowieka i pozwala na rozkwit jego osobowości.
Człowiek funkcjonuje nie tylko w zwykłym zakresie, charakterystycznym dla codziennych działań, ale również może koncentrować się na tym co poza nim (wtedy ważne jest coś), widzieć siebie samego w kontekście, jasnej relacji ja – to lub werbalizować tożsamość, odpowiadając na pytanie kim się jest. Przy dogłębnej introspekcji możliwe jest również wszechstronne doświadczenie samego siebie, bez wątpliwości na temat własnej identyfikacji. Zdarza się to okazjonalnie i trwa krótko. Z kolei w stanach wspomaganych środkami chemicznymi doświadcza się głęboko wspólnoty, a ja jest rozmyte w to.